# Dowód ontologiczny

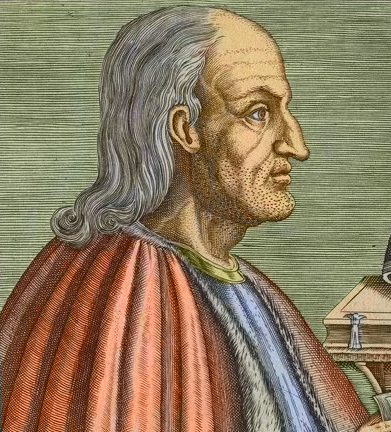
Św. Anzelm z Canterbury

Dowód ontologiczny (łac. ratio Anselmi) – argument  na istnienie Boga autorstwa Anzelma z Canterbury.
Argument ów został nazwany argumentem ontologicznym przez Immanuela Kanta, gdyż usiłuje wykazać istnienie Boga, wychodząc od idei Boga, bez potrzeby uciekania się do stworzenia, jak to ma miejsce w dowodzeniach kosmologicznych.

## Treść dowodu
Treść dowodu można odnaleźć w Anzelmowskim Proslogionie (1078–1079). Właściwie sprowadza się on do pokazania, że w samym pojęciu Boga zawiera się konieczność jego istnienia.

### Przygotowanie
Przed przeprowadzeniem dowodu we własnym zakresie Anzelm zaleca specyficzne przygotowanie duchowe. Należy odrzucić niepokoje i odłożyć na później swoje codzienne troski. Następnie „wejść do izdebki” własnego umysłu i wyrzucić z niego wszystko oprócz Boga i tego, co wspomaga w jego poszukiwaniu.
Wyjaśnia też swoje intencje. Zastrzega, że nie chce przeniknąć głębi Boga, ponieważ wtedy popełniałby grzech pychy. Chce tylko do pewnego stopnia zrozumieć prawdę, w którą wierzy. Nie stara się bowiem zrozumieć, aby wierzyć, ale wierzy, by zrozumieć. A i w to wierzy, że jeśli nie uwierzy, to nie zrozumie (por. św. Augustyn).

### Przesłanka
Głupi mówi, nie ma Boga (por. Ps 14, 1, a także Ps. 53,2). Ale nawet ten, co tak mówi, musi rozumieć o co chodzi, gdy ktoś mówi: „coś, ponad co nic większego nie może być pomyślane”. Nawet ten głupi rozumie to, co słyszy, a to co rozumie, znajduje się w jego intelekcie.

### Wyprowadzenie dowodu
Jeżeli coś, ponad co nic większego nie może być pomyślane, znajdowałoby się tylko w ludzkim intelekcie, to nie byłoby tym, ponad co nic większego nie może być pomyślane, bo istnienie takie w rzeczywistości jest czymś większym, niż ludzka myśl.
1. Niech „coś, ponad co nic większego nie można pomyśleć” będzie określeniem Boga, które mniej lub bardziej rozumieją wszyscy ludzie.
2. Załóżmy teraz, że przedmiot tego określenia istnieje jedynie w umyśle jako idea (przedstawienie).
3. Jednak istnienie w rzeczywistości jest czymś większym, aniżeli istnienie w samym tylko umyśle.
4. Zatem na podstawie dokonanego rozróżnienia (3) oraz założenia (2) możemy pomyśleć o czymś jeszcze większym, aniżeli „coś, ponad co  nic innego nie możemy pomyśleć”.
5. Wniosek (4) wypowiada sprzeczność: wszak nie można pomyśleć niczego większego od „czegoś, ponad co nic większego nie możemy pomyśleć”.
6. Zatem „coś ponad co nic większego nie można pomyśleć” – wbrew założeniu (2) istnieje nie tylko w umyśle, lecz także w rzeczywistości.

### Wniosek
Zatem coś, ponad co nic większego nie może być pomyślane, nie może być jedynie w ludzkim intelekcie i musi istnieć w rzeczywistości.
Według Anzelma z określenia „coś, ponad co nie można pomyśleć niczego większego” można wywieść nie tylko samo istnienie Boga, ale i inne jego przymioty, jak miłosierdzie, sprawiedliwość, wieczność, brak ograniczenia w przestrzeni itp. Nie jest to już jednak przedmiotem dyskusji dowodu ontologicznego.

## Dzieje polemiki

### Krytyka przez Gaunilona
Rozumowanie Anzelma spotkało się z niemal natychmiastową repliką Gaunilona Liber pro insipiente (co znaczy w łac. „Księga w obronie głupiego”).
Gaunilon krytykuje przesłankę. Jeżeli mówi się, że coś jest w moim intelekcie tylko dlatego, że rozumiem, gdy ktoś to do mnie mówi, to istnieją tam rzeczy fałszywe i nieistniejące (por. Spór o uniwersalia). Chyba że „coś, ponad co nic nie może być pomyślane”, jest specyficznym rodzajem bytu, którego nie można posiadać w umyśle w taki sposób, w jaki posiada się w nim rzeczy fałszywe bądź nieistniejące. Ale nawet jeśli tak jest, to trudno zrozumieć, że gdy coś zostaje pomyślane, to nie można logicznie pomyśleć, że go nie ma, tak jak w tym przypadku, gdy myśli się o nieistnieniu Boga.
Zwraca też uwagę na to, że aby udowodnić istnienie rzeczy największej, trzeba udowodnić nie tylko to, że jest coś takiego, ale też, że to jest ta rzecz, o której myślę. Pokazuje to na przykładzie dowodu na istnienie wyspy, której obfitość bogactw i wszelkich rozkoszy przewyższa nadmiarem rzeczy wszystkie ziemie, które zamieszkują ludzie. Nie ma problemu, by zrozumieć, o co chodzi, a więc rzecz ta istnieje w umyśle. Ergo, utopijna wyspa szczęśliwości musi istnieć w rzeczywistości.
Trzeba najpierw udowodnić, że jest jakaś natura wyższa, doskonalsza od wszystkich innych, by później dowodzić jej istnienia.
W odpowiedzi pt. Contra insipientem („przeciw głupiemu”) Anzelm podkreśla, że jego argumentacja ma moc wiążącą tylko w przypadku jedynego bytu, tego, ponad który nie można pomyśleć niczego większego (przykładowa utopijna wyspa nie jest czymś, ponad co nic większego nie może być pomyślane, więc nie może stanowić rzeczywistej krytyki dowodu).

### Krytyka przez Akwinatę
Tomasz z Akwinu uważał, że argumentacja Anzelma byłaby prawidłowa przy założeniu, że wszyscy posiadaliby dokładną i pełną ideę boskości. Ale warunek ten nie zawsze jest spełniony. Następcy Tomasza odrzucali dowód Anzelma, ponieważ uważali, że próbować poznać Boga (a tym samym próbować dowieść Jego istnienia) można tylko na podstawie obserwacji stworzonego przezeń świata oraz z niedoskonałości i niesamoistności stworzeń, nie zaś z ludzkiej wiedzy o boskiej naturze. Opierali się więc na argumencie kosmologicznym. Sposób rozumowania św. Anzelma jest wyrazem pychy i samozadufania ludzkiego rozumu, który rości sobie możliwość poznania natury Boga. Powiedzenie, że skoro Bóg jest możliwy do pomyślenia, to musi istnieć, zakłada, że posiadamy inteligencję wystarczającą, by przypisać Bogu atrybut istnienia tylko dlatego, że możemy o nim pomyśleć.
Tomasz z Akwinu uważał argument Anzelma za niedozwolony przeskok z rozważań logicznych do ontologicznych. Dowód ontologiczny nie zyskał zbytniej sympatii teologów.

### Krytyka przez Kanta
Immanuel Kant argumentował przeciw dowodząc, że istnienie nie jest predykatem (cechą). Jest wykorzystywane do tworzenia syntetycznych powiązań między pojęciami. Zdanie, że coś, ponad co nic większego nie można pomyśleć (coś, co jest najdoskonalsze pod każdym względem) istnieje, jest syntetyczne, a nie analityczne i nie można mu przypisywać koniecznej prawdziwości.

### Obrona przez Hegla
Hegel temu właśnie dowodowi przyznawał najwyższą wartość i miał za złe Kartezjuszowi, Leibnizowi i Wolffowi, iż traktowali go jako jeden z wielu, a przecież jest to dowód „jedynie prawdziwy”. Mając na uwadze zastrzeżenia Kanta stwierdził, iż jedność między pojęciem a istnieniem jest tylko zewnętrzna. Komentując Kartezjusza i Spinozę zgodził się z Kantem, że utożsamiali „myślenie” z „istnieniem”, ale dodał, że brakuje pośrednika między nimi. Przyznał, że dowód ontologiczny w wersji klasycznej zakładał to, co zamierzał udowodnić. Skoro pojęcie jest ostatecznym źródłem wszelkiej realności, to pojęcie idei pierwotnej (czyli Boga) tym bardziej wskazuje na realność jego desygnatu. „Bóg to byt najdoskonalszy, absolutna tożsamość istnienia i treści, podstawa oraz istota wszelkiego bytu. W pojęciu Boga zawiera się Jego realność.” Gdyby Boga nie było, nie istniałoby nic.

### Krytyka przez Smullyana
XX-wieczny logik Raymond Smullyan uważał, że błąd w dowodzie ontologicznym polega na pomyleniu twierdzenia o własnościach z twierdzeniem o konkretnym obiekcie posiadającym te własności. Zdanie istniejący jednorożec istnieje jest w oczywisty sposób prawdziwe i na pierwszy rzut oka zdaje się dowodzić istnienia jednorożca. Dopóki jednak nie wskażemy (nie założymy istnienia) jakiegoś konkretnego jednorożca, do którego mogłoby odnosić się to zdanie, stwierdza ono jedynie ogólną zasadę, że każdy istniejący jednorożec istnieje. Zasada ta jest prawdziwa niezależnie od tego, czy rzeczywiście istnieje jakikolwiek jednorożec. Podobnie, dowód ontologiczny stwierdza jedynie, że każdy obiekt spełniający przyjętą w tym dowodzie definicję Boga istnieje; do kompletności dowodu brakuje wskazania takiego obiektu w realnym świecie. Jest to zatem dowód bezwartościowy, wymaga bowiem wcześniejszego założenia lub udowodnienia istnienia Boga, by udowodnić istnienie Boga.